# Chile Chico
Chile Chico es una ciudad y comuna de la zona austral de Chile ubicada en la Provincia General Carrera, Región de Aysén del General Carlos Ibáñez del Campo, Chile. La localidad de Chile Chico, que tiene 4865 habitantes (2017), es la capital de la comuna homónima y de la Provincia General Carrera.
La comuna, ubicada al oriente de la Cordillera de los Andes, comprende toda la margen sur del lago General Carrera, desde la frontera con Argentina (donde se lo continúa llamando lago Buenos Aires) hasta la vertiente oriental del Campo de Hielo Norte. Su población es mayormente urbana y las actividades económicas más relevantes en la comuna son la agricultura, minería, ganadería y turismo.

## Historia
Desde el Tratado General de Arbitraje de 1902 entre Chile y Argentina, que perfiló la frontera aysenina, comenzó un lento proceso migratorio de colonos chilenos que entraron desde territorio argentino y se instalaron en distintas zonas de Aysén.
En 1909, un grupo de ellos se asentó en la ribera sur del lago General Carrera, atraído por el peculiar microclima de la zona que permite el cultivo de cereales y la plantación de frutales. Sin embargo, en 1917, la avanzada colonizadora tuvo que hacer frente a un inesperado problema: las tierras fueron rematadas al sueco Carlos von Flack, a pesar de que estaban ocupadas por los colonos. Organizados para impedir el desalojo de sus tierras y liderados por José Antolín Silva Ormeño a quien llamaban «El General» los colonos se enfrentaron a los efectivos del Cuerpo de Carabineros enviados a hacer cumplir las órdenes judiciales. Los carabineros mataron a un colono e incendiaron viviendas y ; los colonos mataron a tres carabineros, apresaron a otros y expulsaron a los demás. Este suceso pasó a ser conocido como la «Guerra de Chile Chico» y tuvieron un gran impacto en la opinión pública chilena, obligando al gobierno a anular el remate, a la par que consolidó la posición de los colonos frente a las grandes compañías ganaderas de la región.
Luego de la Segunda Guerra Mundial, entre 1947 y 1949 un grupo de familias belgas inmigrantes se instalaron en Chile Chico. Muchos de sus descendientes (aprox. 20.000) viven hoy en diversas ciudades del país, fundamentalmente en Santiago.
Finalmente, la comuna de Chile Chico fue creada en 1959 con el nombre de «Lago Buenos Aires», por ser este el nombre que tenía en ambos países el lago que baña a esta localidad. Posteriormente, a la parte chilena del lago se le cambió el nombre por el de «lago General Carrera», y por esta razón la comuna pasó a denominarse «Chile Chico».
En 1982 cuando inició la guerra de las Malvinas, ciudadanos de Chile Chico se enlistaron en las filas del Ejército Argentino con el propósito de luchar por la Patagonia.

## Medio ambiente

### Geomorfología

Trazado simplificado de los ecosistemas y cuerpos de agua presentes en la comuna de Chile Chico.

La comuna de Chile Chico se encuentra emplazada en las unidades geomorfológicas de Cordillera patagónica de ventisqueros del Pacífico y Cordillera patagónica de fiordos y ríos de control tectónico.

### Clima
La comuna presenta según la clasificación climática de Köppen un clima de tundra (ET), clima de tundra de lluvia invernal (ET (s)), clima mediterráneo de lluvia invernal (Csb), clima mediterráneo de lluvia invernal de altura (Csb (h)), clima mediterráneo frío de lluvia invernal (Csc), clima templado lluvioso (Cfb) y clima templado lluvioso frío (Cfc). Su clima relativamente moderado se compara con la zona central de Chile. En promedio caen entre 200 y 400 mm de agua y en invierno tiene grandes cantidades de nieve.
| Parámetros climáticos promedio de Chile Chico, Chile | Parámetros climáticos promedio de Chile Chico, Chile | Parámetros climáticos promedio de Chile Chico, Chile | Parámetros climáticos promedio de Chile Chico, Chile | Parámetros climáticos promedio de Chile Chico, Chile | Parámetros climáticos promedio de Chile Chico, Chile | Parámetros climáticos promedio de Chile Chico, Chile | Parámetros climáticos promedio de Chile Chico, Chile | Parámetros climáticos promedio de Chile Chico, Chile | Parámetros climáticos promedio de Chile Chico, Chile | Parámetros climáticos promedio de Chile Chico, Chile | Parámetros climáticos promedio de Chile Chico, Chile | Parámetros climáticos promedio de Chile Chico, Chile | Parámetros climáticos promedio de Chile Chico, Chile |
| Mes                                                  | Ene.                                                 | Feb.                                                 | Mar.                                                 | Abr.                                                 | May.                                                 | Jun.                                                 | Jul.                                                 | Ago.                                                 | Sep.                                                 | Oct.                                                 | Nov.                                                 | Dic.                                                 | Anual                                                |
| ---------------------------------------------------- | ---------------------------------------------------- | ---------------------------------------------------- | ---------------------------------------------------- | ---------------------------------------------------- | ---------------------------------------------------- | ---------------------------------------------------- | ---------------------------------------------------- | ---------------------------------------------------- | ---------------------------------------------------- | ---------------------------------------------------- | ---------------------------------------------------- | ---------------------------------------------------- | ---------------------------------------------------- |
| Temp. máx. abs. (°C)                                 | 34.0                                                 | 33.6                                                 | 31.0                                                 | 30.0                                                 | 31.0                                                 | 31.0                                                 | 23.2                                                 | 18.9                                                 | 23.4                                                 | 29.8                                                 | 32.0                                                 | 33.0                                                 | 34.0                                                 |
| Temp. máx. media (°C)                                | 21.6                                                 | 21.7                                                 | 19.0                                                 | 14.8                                                 | 10.3                                                 | 7.4                                                  | 7.0                                                  | 9.2                                                  | 12.3                                                 | 15.6                                                 | 18.5                                                 | 20.5                                                 | 14.8                                                 |
| Temp. media (°C)                                     | 17.9                                                 | 17.7                                                 | 15.2                                                 | 11.4                                                 | 7.1                                                  | 4.1                                                  | 3.9                                                  | 5.9                                                  | 9.1                                                  | 12.4                                                 | 15.0                                                 | 17.0                                                 | 11.4                                                 |
| Temp. mín. media (°C)                                | 11.8                                                 | 10.7                                                 | 8.5                                                  | 5.6                                                  | 2.6                                                  | 0.2                                                  | −0.3                                                 | 1.0                                                  | 3.7                                                  | 6.4                                                  | 9.2                                                  | 11.2                                                 | 5.8                                                  |
| Temp. mín. abs. (°C)                                 | 1.0                                                  | 0.5                                                  | −0.7                                                 | −11.4                                                | −14.2                                                | −13.8                                                | −12.4                                                | −14.5                                                | −7.6                                                 | −4.0                                                 | 0.0                                                  | 0.9                                                  | −14.5                                                |
| Precipitación total (mm)                             | 12.1                                                 | 9.7                                                  | 17.6                                                 | 23.9                                                 | 45.4                                                 | 41.2                                                 | 51.9                                                 | 36.6                                                 | 23.2                                                 | 14.1                                                 | 9.9                                                  | 10.1                                                 | 295.7                                                |
| Días de precipitaciones (≥ 1 mm)                     | 3                                                    | 3                                                    | 4                                                    | 6                                                    | 9                                                    | 9                                                    | 9                                                    | 8                                                    | 5                                                    | 4                                                    | 3                                                    | 3                                                    | 66                                                   |
| Fuente:                                              |                                                      |                                                      |                                                      |                                                      |                                                      |                                                      |                                                      |                                                      |                                                      |                                                      |                                                      |                                                      |                                                      |

### Hidrografía
Esta además se halla entre las cuencas hidrográficas de Costeras e Islas entre el río Aysén, río Baker y Canal Gral. Martínez y río Baker. Además, la comuna posee diversos cuerpos de agua, entre los que se destacan el lago Bayo, lago Bertrand, lago Fierro, lago General Carrera, lago Jeinemeni, lago Leones, lago Negro, lago Norte, lago Plomo y lago Verde, laguna Cachorro, laguna de Río Claro, laguna El Peñón, laguna Los Flamencos y laguna Verde; y río Amarillo o las Vacas, río Aserradero Quemado, río Avilés o Pedregoso, río Bertrand, río Blanco o El Pedregoso, río Cacho, río Claro, río de las Nieves, río Delta o El León, río El Canal, río Grande, río Jeinemeni, río Las Dunas, río Las Horquetas, río Leones, río Los Antiguos, río Los Maitenes, río Los Maquis, río Meliquina, río Quisoca, río San Tadeo, río Soler y río Viviana.

### Componentes bióticos
Dentro del territorio de la comuna se pueden hallar los siguientes ecosistemas:
- Bosque caducifolio templado andino donde predominan Nothofagus pumilio y Berberis ilicifolia (Preocupación menor)
- Bosque caducifolio templado andino donde predominan Nothofagus pumilio y Ribes cucullatum (Preocupación menor)
- Bosque mixto templado andino donde predominan Nothofagus betuloides y Berberis ilicifolia (Sin información)
- Bosque siempreverde templado interior donde predominan Nothofagus nitida y Podocarpus nubigenus (Preocupación menor)
- Estepa mediterránea-templada oriental donde predominan Festuca pallescens y Mulinum spinosum (Vulnerable)
- Herbazal templado andino donde predominan Nassauvia dentata y Senecio portalesianus (Preocupación menor)
- Matorral arborescente caducifolio mediterráneo-templado oriental donde predominan Nothofagus antarctica y Berberis microphylla (Preocupación menor)
- Matorral caducifolio templado andino donde predomina Nothofagus antarctica (Preocupación menor)
- Matorral caducifolio templado andino donde predominan Nothofagus antarctica y Empetrum rubrum (Preocupación menor)
- Zonas geográficas hinóspitas sin vegetación (Sin información)

### Medidas de protección ambiental y conflictos socioambientales
Hasta 2022, la comuna de Chile Chico cuenta con las siguientes zonas que cuentan con algún nivel de protección ambiental:
- Bahía Catalina (Iniciativa de Conservación Privada)[12]
- Deltas General Carrera Oeste (Sitios ERB)[13]
- El Macal (Iniciativa de Conservación Privada)[14]
- Estepa Jeinimeni - Lagunas Bahía Jara (Sitios Ley 19.300)[15]
- laguna San Rafael (Reserva Biósfera)[16]
- Los Caiquenes (Iniciativa de Conservación Privada)[17]
- Mallín Grande - Furioso (Sitios ERB)[18]
- Parque Nacional Laguna San Rafael (Parque Nacional)[19]
- Parque Nacional Patagonia (Parque Nacional)[20]
- Parque Patagonia (Estancia Valle Chacabuco / Hacienda Chacabuco) (Iniciativa de Conservación Privada)[21]
- Proyecto Pichimahuida (Iniciativa de Conservación Privada)[22]
- Santuario de la Naturaleza Capilla de Mármol (Santuario de la Naturaleza)[23]
- Subcuenca Río Baker (Sitios ERB)[24]

## Demografía

### Localidades
El pueblo se ubica a orillas del lago General Carrera y muy cerca de la frontera con Argentina, casi contiguo a la localidad argentina de Los Antiguos. 
El lago Bertrand se encuentra al poniente de la comuna, en sus orillas se sitúa Puerto Bertrand. Entre El León, Puerto Bertrand y Chile Chico, donde se encuentran las localidades de Puerto Guadal, El Furioso, Mallín Grande, Fachinal y Bahía Jara.

## Administración.

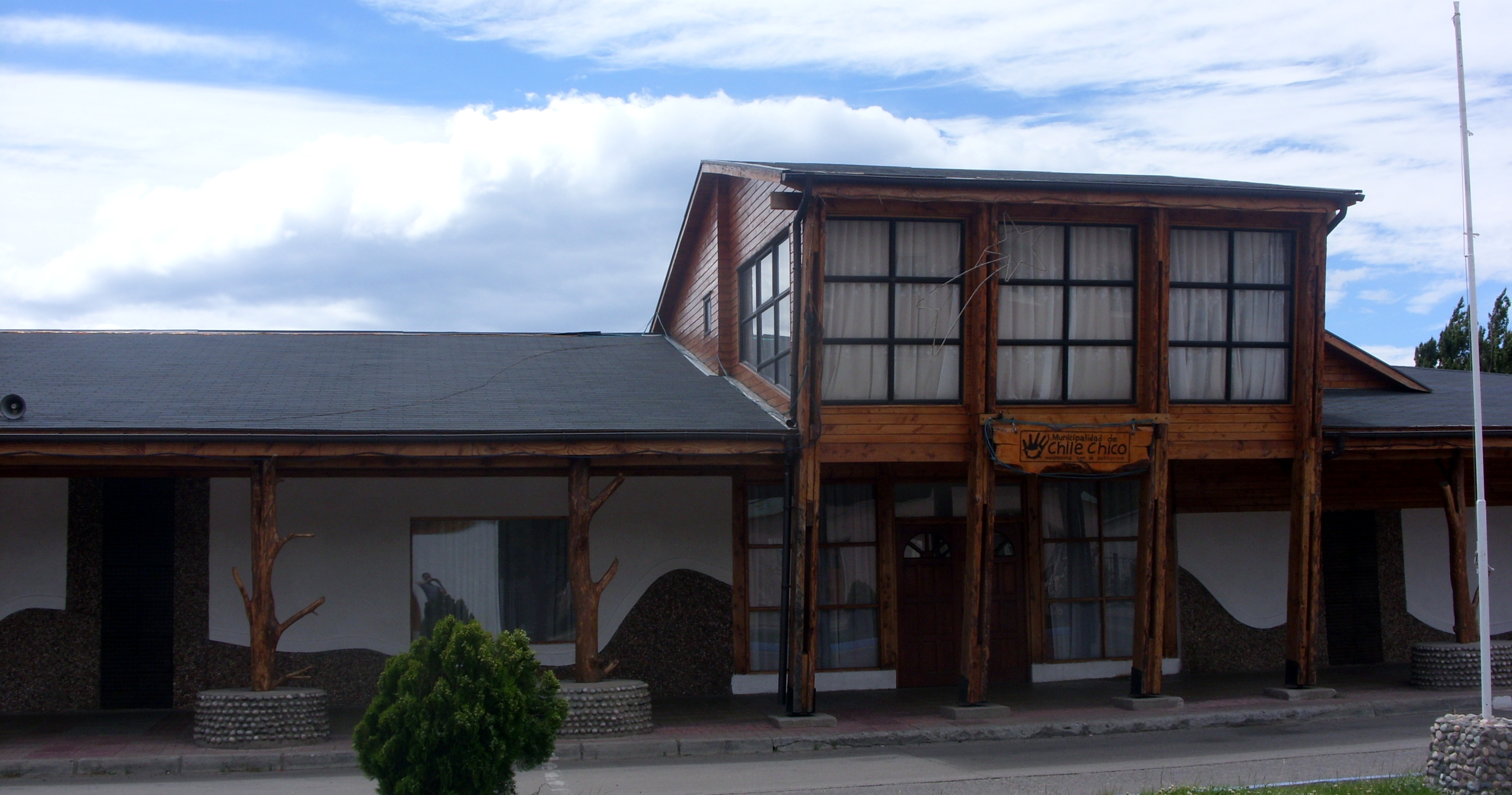
Casa consistorial de la I. Municipalidad de Chile Chico

La Municipalidad de Chile Chico está constituida por un alcalde y un concejo comunal de 6 integrantes, electos directamente por un periodo de 4 años, renovable por periodos similares. La municipalidad es asesorada por un Consejo Comunal de organizaciones de la sociedad civil (COSOC), integrado por representantes de las actividades y organizaciones comunales importantes.
En las elecciones municipales chilenas del año 2021, para el periodo que se inició el 28 de junio de ese año y que termina el 6 de diciembre de 2024, fue electo como alcalde Luperciano Muñoz González, independiente, con un 36,15% de los votos. Por su parte, el Concejo Municipal está integrado por Lidia Elena Soto Beroíza (RN), Ariel Keim Hermosilla (DC), Arnaldo Sifredo Cruz Peñaloza (Independiente), Mario Figueroa Mayorga (DC), Ángela Genoveva Valdebenito Rivadeneira (UDI) y Juan Pinto Durán (Independiente).
En las elecciones municipales de 2024, Ariel Keim se convierte en el nuevo alcalde de Chile Chico, para el periodo 2024-2028.
Entre los años 2021 y 2024 , el exalcalde Luperciano Muñoz González enfrentó diversas demandas y acusaciones en su contra. Entre estas se incluyen la sobreexplotación laboral mediante horarios excesivos, malos tratos hacia el personal municipal, tanto de forma verbal como psicológica, además de ser señalado por comportamientos de hostigamiento, violentos, machistas y misóginos. Durante el mismo período, se reportó la desaparición de documentación contable municipal. Asimismo, fue objeto de atención pública debido a la construcción de su vivienda, presuntamente realizada en su mayoría con materiales destinados a obras municipales.
La comuna de Chile Chico pertenece al Distrito N.°27 y a la XIV Circunscripción Electoral (Aysén) y es representada en el Congreso Nacional de Chile por los diputados René Alinco (Ind-PPD), Miguel Ángel Calisto (PDC) y Aracely Leuquén (RN); en el Senado por Ximena Órdenes(Ind-PPD) y David Sandoval (UDI).

## Economía

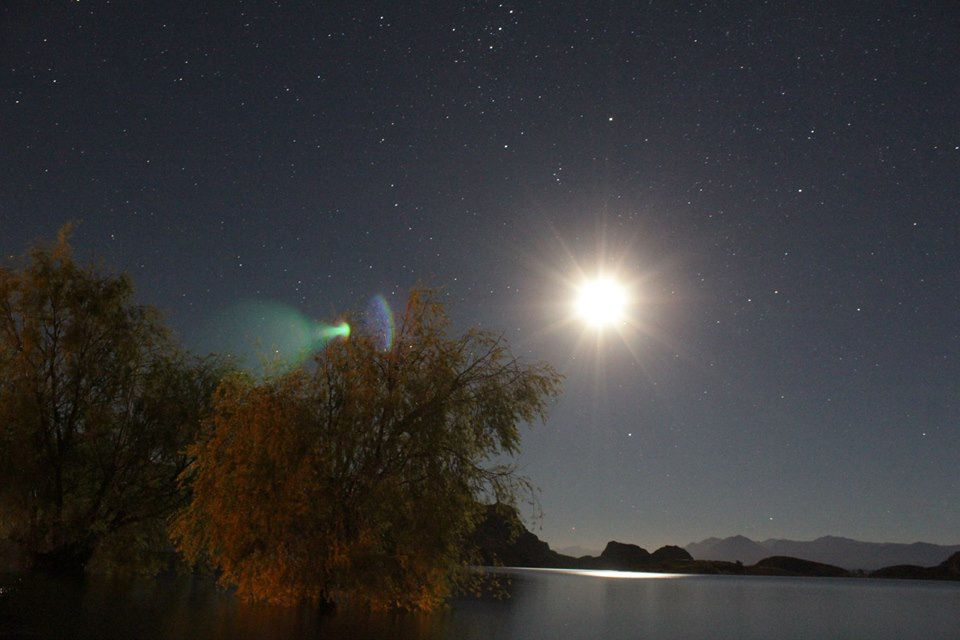
Noche en el Lago General Carrera.

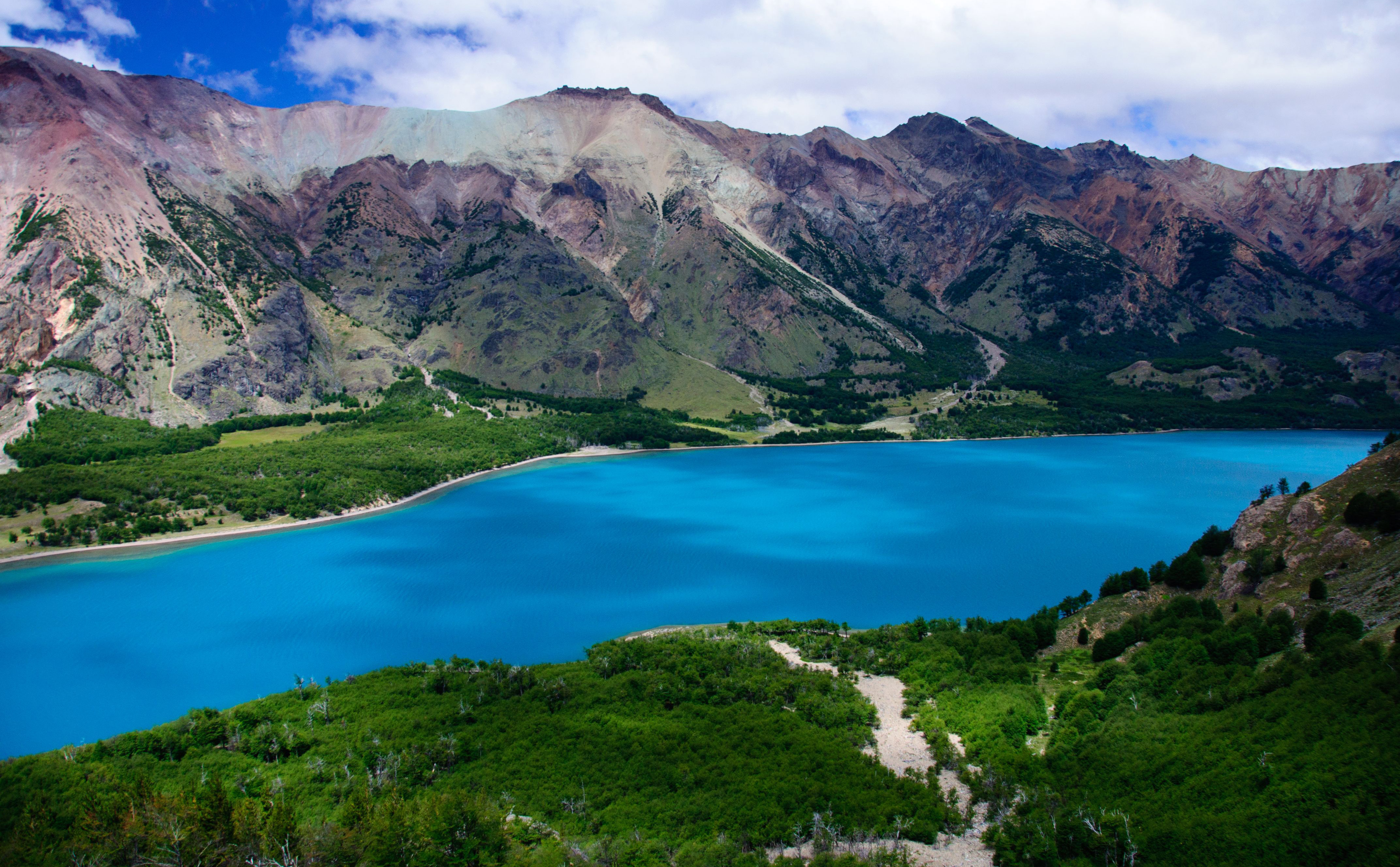
Reserva Jeinimeni.

En 2018, la cantidad de empresas registradas en Chile Chico fue de 86. El Índice de Complejidad Económica (ECI) en el mismo año fue de -0,76, mientras que las actividades económicas con mayor índice de Ventaja Comparativa Revelada (RCA) fueron Extracción de Oro y Plata (1054,35), Servicios Ganaderos, excepto Veterinarias (25,28) y Grandes Tiendas, Productos de Ferretería y Hogar (21,78).
En Chile Chico existe un microclima muy soleado y de temperaturas invernales atemperadas por el gran cuerpo de agua, lo cual permite cultivar muchas de las especies que también se producen en la zona central de Chile, pero lográndoselo hacer solo aquí en todo el sur chileno.

### Turismo
Uno de los atractivos del lugar es la Piedra Clavada, a 25 km de Chile Chico, camino a Jeinimeni. La piedra, de 40 metros de altura, se encuentra solitaria en medio de una pampa. Sólo rodeada por coirones, la piedra ha sido pulida por la erosión del viento durante los años.

## Deportes

### Fútbol
La comuna cuenta con una asociación de fútbol (Asociación de Fútbol de Chile Chico) conformada por cinco clubes (21 de mayo, Chile Chico, Colo-Colo, Hospital y Juventus del Lago). Debido a las condiciones del territorio, todos los partidos se juegan en el Estadio Municipal de Chile Chico (pasto sintético).

## Medios de comunicación

### Radioemisoras
FM
- 88.7 MHz Radio Sensación
- 92.1 MHz FM Tú
- 97.7 MHz Radio Sol Austral
- 98.7 MHz Radio La Voz del Lago
- 102.1 MHz Radio Ventisqueros

Es posible igualmente captar radioemisoras provenientes de la localidad de Los Antiguos (Provincia de Santa Cruz, Argentina), algunas con dificultad y otras en buena recepción, dependiendo de ciertos lugares de la ciudad o de la comuna.

### Televisión
TDT
- 7.1 - TVN HD
- 7.2 - NTV
- 7.31 - TVN One Seg
- 11.1 - Canal 13 HD
- 11.2 - T13 En Vivo
- 11.31 - Canal 13 One Seg

Cable
- 8 - Aysén TV (Puerto Aysén)